# 李振声 (小麦遗传育种学家)
李振声（1931年2月25日—），男，山东淄博人，中国小麦遗传育种专家，中国科学院遗传与发育生物学研究所研究员，中国科学院院士。毕业于山东农学院。主要从事小麦遗传与远缘杂交育种研究。

## 生平
1951年，李振声毕业于山东农学院农学系，之后分配到中国科学院北京遗传选种实验馆，师从冯兆林，从事草田轮作制研究、培育研究牧草。1956年，中国麦区主要产区杨凌遭遇严重的小麦条锈病，导致北方小麦产区出现严重减产甚至绝收。李振声从中科院北京遗传选种实验馆调到陕西杨凌的中国科学院西北农业生物所，专攻小麦抗条锈病品种。他发现当地研究所已有四个课题组从事近缘杂交，于是提出另辟蹊径、从事远缘杂交，并得到闻洪汉、李振岐、虞宏正的支持，并集中精力开展小麦远缘杂交与染色体工程研究。之后他从800种牧草中选出12种抗病性强的禾本科牧草，并不断调整花期实现杂交培育，并成功收获三种杂交小麦，分别是与长穗偃麦草、天蓝偃麦草和茸毛偃麦草杂交产生，并发现小麦X长穗偃麦草的杂种表现最好。
之后他率领团队开始攻关杂交不育问题，并获得9种不同的第一代杂交品种（F1），但由于长穗偃麦草的特性遗传力过强，以至于后代掩盖小麦品种特性，此外出现大量华旗发育不成熟问题。他们之后强化正反回交，获得第一次回交后代（B1F1）品种，解决杂交不育问题。为解决新出现的分离问题，他们选育二次回交、三次回交，并获得B3F1品种，维持基本双亲特性平衡。与此同时，他在1964年一次天气恶化情况下，在1000多种杂交小麦品种中选出一株高抗病及抗逆品种，编号为“小偃55-6”，为易位系品种。他以“小偃55-6”为主要亲本进行两轮杂交与系统选择，从而产生同时抵抗八种不同条锈病生理小种的“小偃6号”，并成功产生小偃系列新品种。随后“小偃6号”进入陕西省小麦区域试验后，连续两年获得第一名，并通过审定成为陕西小麦主产区的核心品种。由于其高产能、高抗病性，陕西关中地区流传民谣“要吃面，种小偃”，文革最混亂的期间，晚上會到赵洪璋院士家中探讨小麦育种研究的问题，一聊就到后半夜。当时在杨凌工作的同事陈漱阳、薛文江等，在赵老师百歲時還曾為他祝壽，與赵洪璋的關係還因為因不放心李振聲一个人回家，一定让儿子赵柳把送到五台山下才放心。
1978年3月，“小麦与偃麦草的远缘杂交研究”被授予全国科学大会奖。由于当时文化大革命刚结束不久，消息不畅，李振声事先未知自己能获奖、也未能亲往领奖。1985年，“远缘杂交小麦新品种小偃6号”与“高产优质小麦品种绵阳11号”、“甘蓝自交不亲和系的选育及其配制的七个系列新品种”获得国家技术发明奖一等奖。
1983年之后，李振声出任中国科学院西安分院院长、陕西省科学院院长。在1978年之后，李振声意识到此前这种成功很难被复制，他开始通过小麦染色体工程，寻找缩短远缘杂交育种时间的方法。当时全球研究情况是基于小麦21对染色体中，缺少1条染色体小麦“单体”、缺失1对染色体小麦“缺体”的染色体工程育种意义更大，因为缺少了部分染色体的小麦，利用小麦缺体与远缘植物进行回交，可以更容易将外源染色体转移到小麦里，易于获得新品种。然而“缺体”从“单体”分离的成功率只有3%、且没有特殊遗传标记，限制育种运用。李振声提出运用偃麦草中得来的蓝粒基因，培育出一套蓝粒“单体”小麦：它在一个麦穗上可以产生出4种颜色的种子（深蓝、中蓝、浅蓝和白粒），分别具有3种染色体数目：深蓝139（20对小麦染色体+1对带蓝粒基因的偃麦草染色体）、中蓝和浅蓝（20对小麦染色体+1条带条蓝粒基因的偃麦草染色体的“单体”小麦）、白粒（20对小麦染色体的“缺体”小麦）。这样不用显微镜，单凭种子颜色即可分辨其染色体数目，促使大规模生产缺体小麦成为可能。
1986年，第一届国际植物染色体工程学术会议在陕西西安召开，缺体回交育种法开始向国际推广。1987年，李振声调回北京，担任中国科学院副院长，负责农业和生物两方面的管理工作。解决当时北方粮食产量生产滞涨问题，并开始对黄淮海盐碱地进行中低产田治理。李振声率领中国科学院25个研究所的400名科研人员投入山东、河南、河北、安徽四个麦区，并在1993年实现增长252.4亿千克小麦。之后他返回中国科学院遗传研究所，从事小麦远缘杂交与染色体工程研究。
1995年5月，中国科学技术协会第四次代表大会召开，并选举产生第四届全国委员会。5月27日，第四届全国委员会第一次会议召开，其被选为副主席。2001年6月，中国科学技术协会第六次全国代表大会召开，并选举其出任第六届全国委员会荣誉委员。2005年，他获得农业部中华农业英才奖。

## 奖项和荣誉

### 奖项
1989年，获陈嘉庚农业科学奖。
2016年，获国际作物学会“杰出作物学家奖”。

### 荣誉
1990年，当选为第三世界科学院院士。
1991年，被选为中国科学院院士。
2007年2月27日，中共中央总书记胡锦涛向他颁发2006年度国家最高科学技术奖获奖证书，他之后对记者称，荣誉与奖金属于集体，并将500万元奖金全部捐给单位，作为学生的助学基金。同年，他发现培育出小偃81（山东禹城）与小偃60（河北南皮、沧州）具备抗盐性，随后他率领几省的科研人员提出“渤海粮仓计划”，即开垦荒地1000万亩，并在2020年增产50亿千克。计划在2012年被批准立项，2013年正式启动。
2011年1月26日，中共中央政治局常委、中央书记处书记、国家副主席习近平分别来到中国工程院院士王忠诚，中国科学院院士孙家栋、李振声家中，代表胡锦涛总书记和党中央看望这三位为新中国科技事业作出突出贡献的科学家，向他们致以诚挚的问候和新春的祝福。
2014年，入选“中国种业十大功勋人物”（袁隆平、李振声、李登海、郭三堆、张海银、傅廷栋、方智远、谢华安、程相文、程顺和）。
2024年，获共和国勋章。